# Stadion MOSiR-u w Pabianicach
Stadion MOSiR-u – wielofunkcyjny stadion w Pabianicach, w Polsce. Społeczny Komitet Budowy Stadionu powstał w 1950 roku, a otwarcie obiektu miało miejsce w roku 1957. Stadion może pomieścić 7000 widzów. Swoje spotkania rozgrywają na nim piłkarze klubu Włókniarz Pabianice (w przeszłości obiekt gościł występy tego zespołu w II lidze).